# Domenico Corsini
Pour les articles homonymes, voir Corsini (homonymie).
Domenico Corsini (en russe : Доменико (Дементий) Антонович Корсини / Domeniko (Dementiy) Antonovich Korsini), né le 30 janvier 1774 à Bologne et mort le 22 mai 1814 à Saint-Pétersbourg, est un peintre et scénographe néo-classique russo-italien des XVIIIe et XIXe siècles.

## Biographie
Domenico Corsini naît à Bologne et étudie le arts à l'Accademia Clementina dans les années 1790. En 1802, il est invité à devenir scénographe à Saint-Pétersbourg, où il signe un contrat en mars pour travailler pendant trois ans au théâtre italien, qui offre des représentations au Théâtre Bolchoï Kamenny. L'année suivante, il signe un contrat pour travailler dans tous les théâtres impériaux (en) de la ville pour un salaire de 5 000 roubles. Il travaille dans la décoration, mais effectue aussi des dessins et des modèles des éléments théâtraux.
En 1805, il réussit notamment à monter une pièce de Catterino Cavos, et monte des ballets de Charles-Louis Didelot avec Pietro Gonzaga de 1806 à 1809. Il est élu universitaire de l'Académie russe des Beaux-Arts en septembre 1811, en même temps que Barnaba Medici et Francesco Torricelli. La même année, il expose deux tableaux à l'exposition annuelle de l'Académie. Il était marié à Ekaterina Karlovna. Corsini meurt en 1814 et est enterré au cimetière Volkovo de Saint-Pétersbourg. Sa femme reçoit 2 333 roubles en compensation et décide de déménager avec leur fils alors âgé de six ans dans leur maison de Moscou. Karlovna meurt en 1857 et enterrée à côté de lui.
En 1853, le fils de Corsini, Geronimo Corsini, fait un don de 20 aquarelles de son père réalisées en 1803 et 1813, aujourd'hui exposées au musée de l'Académie.

## Œuvres
Il a signé quelques éléments pictural de la  salle du Zodiaque et de l'Aurore du Musée international et bibliothèque de la Musique de Bologne en Italie.